# Piona
Piona är ett släkte av kvalster. Piona ingår i familjen Pionidae.

## Dottertaxa tillPiona, i alfabetisk ordning[1][2]
- Piona alzatei
- Piona americana
- Piona baffinensis
- Piona brunsoni
- Piona carnea
- Piona clavicornis
- Piona coccinoides
- Piona conglobata
- Piona conglobatella
- Piona constricta
- Piona coronis
- Piona crassa
- Piona debilis
- Piona exilis
- Piona flatheadensis
- Piona floridana
- Piona guatemalensis
- Piona haberba
- Piona inconstans
- Piona insularis
- Piona interrupta
- Piona linguaplax
- Piona loda
- Piona media
- Piona michiganensis
- Piona mitchelli
- Piona napio
- Piona neumani
- Piona nodata
- Piona pearsei
- Piona pinguipalpis
- Piona pugilis
- Piona reighardi
- Piona rotunda
- Piona rubrapes
- Piona setiger
- Piona socialis
- Piona spangleri
- Piona spinulosa
- Piona triangularis
- Piona turgida
- Piona uncata
- Piona variabilis
- Piona washingtonensis
- Piona wolcotti